# Právo na odměnu v souvislosti s rozmnožováním díla pro osobní potřebu
Právo na odměnu v souvislosti s rozmnožováním díla pro osobní potřebu stanovuje v České republice autorský zákon č. 121/2000 Sb. Zákon stanovuje pouze výši poplatků za přístroje k zhotovování rozmnoženin. Ty jsou stanoveny procenty z prodejní ceny. Výši odměny za tiskárny a nenahrané nosiče záznamu na základě zákona stanovuje vyhláška Ministerstva kultury č. 488/2006 Sb., která byla později novelizována vyhláškou č. 408/2008 Sb. platnou od 1. ledna 2009. Vyhláška stanovuje paušální poplatky za tiskárny dle rychlosti a technologie tisku a paušální poplatky za záznamová a paměťová média (včetně pevných disků) dle kapacity.
Poplatky jsou povinné bez ohledu na to, jestli jsou nosiče či přístroje použity k vytvoření kopií cizích nebo vlastních děl.

## Výše poplatků
Výše poplatků za zařízení schopná nahrávat zvuk nebo obraz podle autorského zákona č. 121/2000 Sb. (včetně digitálních fotoaparátů a mobilních telefonů).
| Zařízení                                                      | Poplatek              |
| ------------------------------------------------------------- | --------------------- |
| Přístroj nahrávající zvuk a/nebo obraz                        | 3 % z prodejní ceny   |
| Rozhlasový přijímač nebo Televizor umožňující záznam vysílání | 1,5 % z prodejní ceny |

Výše poplatků za média a tiskárny byla stanovena vyhláškou č. 488/2006 Sb. a ponechána i po novele z roku 2008.
| Médium                                                                | Poplatek                                                |
| --------------------------------------------------------------------- | ------------------------------------------------------- |
| CD-R                                                                  | 0,40 Kč                                                 |
| CD-RW                                                                 | 2 Kč                                                    |
| minidisc                                                              | 4 Kč                                                    |
| DVD+R, DVD-R, BD-R a ostatní nepřepisovatelná optická média           | 1 Kč                                                    |
| DVD+RW, DVD-RW, DVD-RAM, BD-RE a ostatní přepisovatelná optická média | 5 Kč                                                    |
| Paměťové médium                                                       | 1,50 Kč za každý započatý 1 GB, maximálně však 90,00 Kč |
| Nezabudovatelný pevný disk do 1 TB                                    | 0,15 Kč za každý započatý 1 GB                          |
| Nezabudovatelný pevný disk nad 1 TB                                   | 150 Kč plus 0,10 Kč za každý započatý 1 GB nad 1 TB     |

|                              | Poplatek            | Poplatek                     | Poplatek         |
| Cena zařízení                | Inkoustová tiskárna | Tiskárna jiná než inkoustová | Kopírovací stroj |
| ---------------------------- | ------------------- | ---------------------------- | ---------------- |
| do 2 000 Kč                  | 45 Kč               | 120 Kč                       | 120 Kč           |
| nad 2 000 Kč do 2 500 Kč     | 120 Kč              | 120 Kč                       | 120 Kč           |
| nad 2 500 Kč do 5 000 Kč     | 120 Kč              | 120 Kč                       | 240 Kč           |
| nad 5 000 Kč do 6 000 Kč     | 120 Kč              | 225 Kč                       | 450 Kč           |
| nad 6 000 Kč do 10 000 Kč    | 240 Kč              | 225 Kč                       | 450 Kč           |
| nad 10 000 Kč do 20 000 Kč   | 450 Kč              | 450 Kč                       | 900 Kč           |
| nad 20 000 Kč do 40 000 Kč   | 900 Kč              | 900 Kč                       | 1 800 Kč         |
| nad 40 000 Kč do 70 000 Kč   | 900 Kč              | 1 650 Kč                     | 3 300 Kč         |
| nad 70 000 Kč do 100 000 Kč  | 900 Kč              | 2 560 Kč                     | 5 100 Kč         |
| nad 100 000 Kč do 150 000 Kč | 900 Kč              | 3 570 Kč                     | 7 500 Kč         |
| nad 150 000 Kč do 200 000 Kč | 900 Kč              | 5 250 Kč                     | 10 500 Kč        |
| nad 200 000 Kč               | 900 Kč              | 6 750 Kč                     | 13 500 Kč        |

Tyto poplatky dále podléhají DPH a základem pro její výpočet podle aktuální sazby je tedy cena média nebo zařízení včetně poplatku.

## Slovensko
Na Slovensku je výše poplatku určena přímo zákonem č. 185/2015 Z.z. Poplatky jsou určeny procenty z ceny. Na rozdíl od České republiky jsou zpoplatněny celé počítače. Nejsou zpoplatněny samostatně prodávané pevné disky a tiskárny.

## Polsko
V Polsku určuje výši poplatku Rozporządzenia Ministra Kultury z dnia 2 czerwca 2003 na základě zákona. Všechny poplatky jsou určeny procenty z prodejní ceny. Na rozdíl od České republiky je zpoplatněn i xerografický papír a scannery. Zpoplatněny nejsou tiskárny.